# آدم هالوسكا
آدم هالوسكا (بالإنجليزية: Adam Haluska)‏ مواليد 16 نوفمبر 1983 في كارول، هو لاعب كرة سلة أمريكي سابق. بدأ مسيرته الاحترافية في سنة 2007. تم اختياره من قبل فريق نيو أورلينز بيليكانز خلال الدرافت. يبلغ طوله 6 قدم 5 بوصة (2.0 م). اعتزل اللعب في 2010.

## روابط خارجية
- آدم هالوسكا على موقع سبورتس رفرنس (الإنجليزية)
- آدم هالوسكا على موقع كرة السلة الأوروبية.كوم (الإنجليزية)
- آدم هالوسكا على موقع كلية كرة السلة في سبورتس رفرنس.كوم (الإنجليزية)
- آدم هالوسكا على موقع ريلجم (الإنجليزية)
- آدم هالوسكا على موقع بروبوليرز (الإنجليزية)
- آدم هالوسكا على موقع سبورتس رفرنس (الإنجليزية)